# Halanaerobium kushneri
Halanaerobium kushneri è una specie di batterio appartenente alla famiglia delle Halanaerobiaceae.